# Рапуцци, Ирма
Рапуцци Ирма (12 апреля 1910 — 3 апреля 2018) — французский государственный деятель, политик и педагог, член Сената Франции от департамента Буш-дю-Рон (1955—1989).

## Биография
Ирма Рапуцци родилась 12 апреля 1910 года в коммуне Кадолив округа Марсель. Когда ей было 5 лет, в Первую мировую погиб её отец. Мать умерла при родах, поэтому Ирма воспитывалась тётей.
С 1936 по 1937 — ведомственный советник Национального союза учителей (NIS).
Являлась кандидатом на парламентских выборах 1946 года. В начале 1950-х создала SOCOMA.
После муниципальных выборов 1983 является старейшим членом городского совета Марселя.
С 1955 по 1989 являлась членом Сената Франции.
Скончалась в апреле 2018 года, не дожив несколько дней до 108-летия.